# Marcia dei quarantamila

I Quarantamila in marcia in via Roma a Torino

La marcia dei quarantamila o dei quarantamila quadri FIAT fu una manifestazione antisindacale tenutasi a Torino il 14 ottobre 1980.
Migliaia di impiegati e quadri della FIAT sfilarono per le strade del capoluogo piemontese in segno di protesta contro i picchettaggi che impedivano loro, da 35 giorni, di entrare in fabbrica.
La manifestazione ebbe come effetto diretto quello di spingere il sindacato a chiudere la vertenza con un accordo favorevole alla FIAT.
Viene convenzionalmente indicata come l'inizio di un radicale cambio di relazioni tra grande azienda e sindacato nel Paese.
In retrospettiva la marcia è vista come l'inizio della frattura dell'unità tra i salariati del ceto medio (i cosiddetti colletti bianchi) e quelli della catena di montaggio (o tute blu).

## Contesto storico
Fin dal 1973 i Paesi occidentali si trovavano in uno stato di stagflazione, diretta conseguenza delle crisi petrolifere legate ai sommovimenti politici in Medio Oriente: la crisi ebbe il suo picco a fine decennio per un combinato disposto di fattori che comprendevano anche la rivoluzione iraniana e il conflitto arabo-israeliano.
L'8 maggio 1980, due giorni dopo l'insediamento di Vittorio Merloni alla guida di Confindustria, la FIAT, in crisi, propose la cassa integrazione per 78000 operai per 8 giorni.
Il 31 luglio Umberto Agnelli si dimise da co-amministratore delegato dell'azienda, lasciando il solo Cesare Romiti nella carica.
Quest'ultimo era il capofila in azienda della linea dura antisindacale, già messa in mostra nell'estate dell'anno precedente e culminata il 9 ottobre 1979 con il licenziamento di 61 operai sospettati di contiguità con il terrorismo e accusati — in gran parte senza alcun fondamento, dal momento che solo quattro condanne furono irrogate in generale nei confronti di detti lavoratori — di violenze in fabbrica.

## Gli avvenimenti
Il 5 settembre 1980 si registrò un nuovo capitolo della crisi tra azienda e sindacato quando la FIAT preannunciò la messa in cassa integrazione di 24 000 dipendenti — 22000 dei quali operai — per 18 mesi.

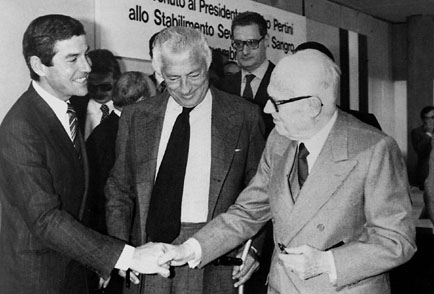
Gianni Agnelli con l'allora presidente della repubblica Sandro Pertini; alle loro spalle Cesare Romiti

Dopo quasi una settimana di difficili trattative l'azienda annunciò l'11 settembre 14 469 licenziamenti.
Il consiglio di fabbrica, in risposta alla decisione aziendale, proclamò lo sciopero con decorrenza immediata, cui fece seguito il blocco dei cancelli di Mirafiori e il picchettaggio degli accessi.
L'apice della protesta fu la mattina del 26 settembre quando Enrico Berlinguer, a Torino per un comizio che avrebbe dovuto tenere quella sera in piazza San Carlo, espresse agli scioperanti il pieno appoggio del Partito Comunista Italiano e l'impegno a costringere il governo, in sede istituzionale, a dichiarare quale fosse la sua posizione sulla vicenda, lasciando anche presupporre sostegno politico nel caso in cui il consiglio di fabbrica avesse deciso l'occupazione dei luoghi di produzione.
Il giorno seguente, a seguito della caduta del governo Cossiga II e la mancanza di un interlocutore istituzionale, la FIAT sospese le procedure di licenziamento e si accordò con i sindacati confederali per la messa in cassa integrazione di 24 000 dipendenti e l'uscita dal lavoro di quelli più anziani tramite prepensionamenti.

L’allora segretario del PCI Enrico Berlinguer

Il 30 settembre la FIAT consegnò gli avvisi di messa in cassa integrazione ordinaria a zero ore fino al 31 dicembre successivo a 22 884 operai sparsi per tutte le fabbriche del Paese; i sindacati di categoria contestarono il fatto che i procedimenti di allontanamento e cassa integrazione fossero stati mirati in gran parte ai delegati dei consigli di fabbrica e minacciarono lo sciopero generale, mentre alcuni rappresentanti istituzionali degli enti locali chiesero alla FIAT di recedere dalla sua decisione.
Durante il picchettaggio a Mirafiori un caporeparto, Vincenzo Bonsignore, di 48 anni, nel tentativo di forzare il blocco fu colpito da infarto e morì sul posto.
Il 14 ottobre, 35º giorno consecutivo di mobilitazione, un gruppo di quadri e impiegati della FIAT informalmente guidato dal caporeparto Luigi Arisio si riunì al Teatro Nuovo in assemblea e, successivamente, decise di sfilare per le vie cittadine innalzando cartelli riportanti slogan quali, tra l'altro, «il lavoro si difende lavorando» e «vogliamo la trattativa, non la morte della Fiat».
Al gruppo si aggregarono molte altre persone durante il cammino.
Non fu mai chiarita con precisione la portata numerica della manifestazione, definita senza mezzi termini «antisindacale» dall'Unità: secondo lo stesso Arisio i manifestanti sarebbero stati al massimo trentamila (per questura e sinistra non più di 12 000) ma, avendo l'allora segretario della CGIL Luciano Lama parlato di «quarantamila» contromanifestanti, la FIAT e gli organizzatori della marcia trovarono conveniente non contestare la veridicità di un numero che veniva dalla controparte e che successivamente passò nel linguaggio giornalistico dando origine alla definizione di «marcia dei quarantamila».

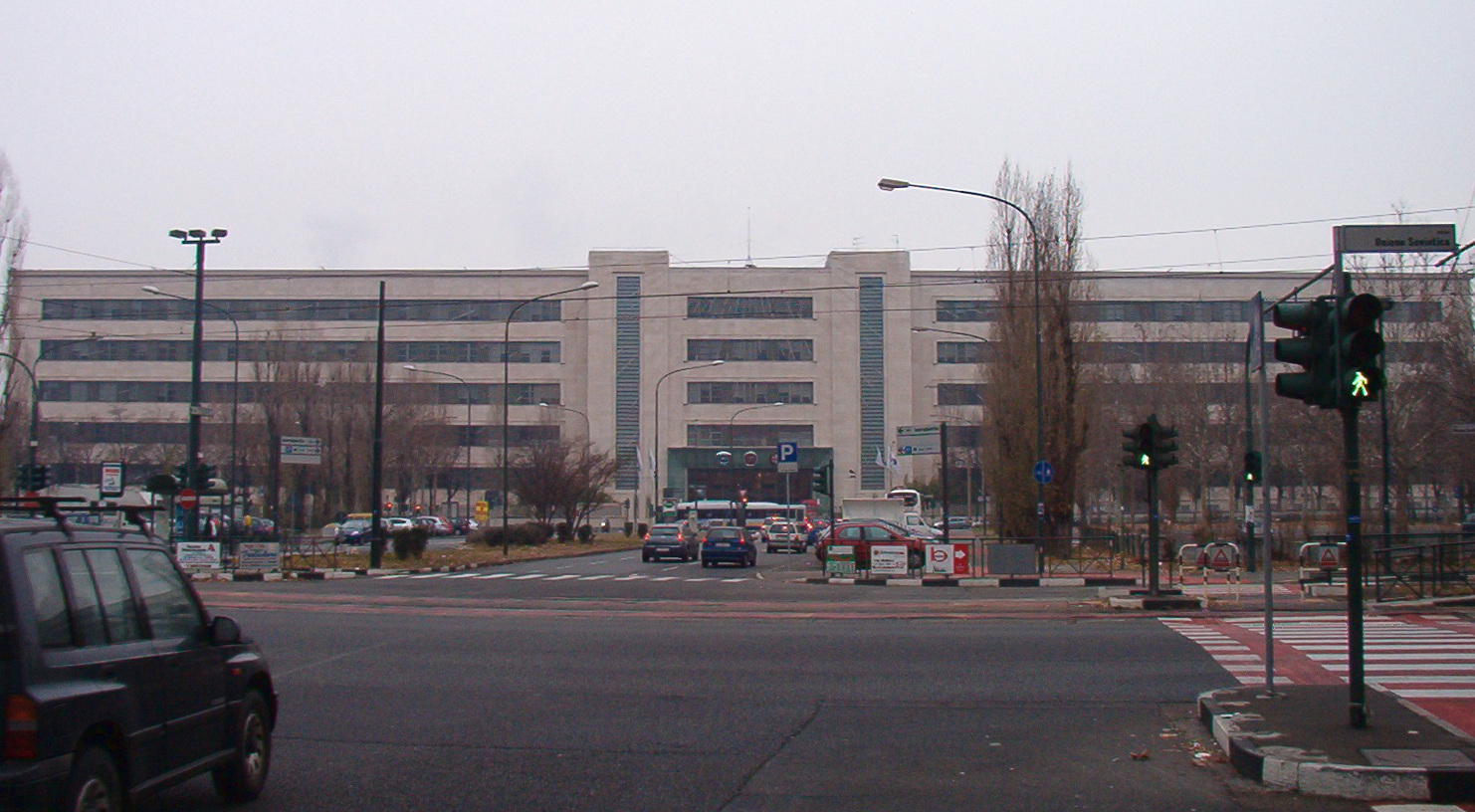
Lo stabilimento Fiat Mirafiori nel 2007

Al di là del numero di manifestanti, tuttavia, la marcia ebbe l'effetto di imprimere un'imprevista svolta nelle trattative e i sindacati confederali giunsero tre giorni più tardi a un compromesso con il quale la FIAT ritirò i licenziamenti ma mantenne la cassa integrazione a zero ore per i ventiduemila operai.
La linea dura tenuta dall'amministratore delegato Romiti, altresì, rinforzò la posizione dell'alto dirigente al vertice del gruppo e impresse una radicale trasformazione alle relazioni tra grande industria e sindacati, privati di una parte di rappresentanza e potere contrattuale per via della spaccatura tra i colletti bianchi e blu.
Lo storico Nicola Tranfaglia, a quasi trent'anni dall'evento, nel sottolineare sia gli errori strategici del sindacato che dello stesso PCI nella gestione della lotta, contestò tuttavia la tesi dell'ineluttabilità dei licenziamenti di massa, giustificati da Cesare Romiti come unica misura contro il fallimento aziendale, in quanto nonostante il ricorso all'uscita dei dipendenti (sia tramite licenziamento che cassa integrazione), per il risanamento la FIAT ricorse al sostegno delle banche che a seguire le imposero il ridimensionamento e la sostanziale trasformazione societaria.
Nel 1983 Arisio, su invito di Giovanni Spadolini, si candidò alla Camera nella IX legislatura per il Partito Repubblicano, raccogliendo 14 000 preferenze ottenute anche grazie all'appoggio di Susanna Agnelli e venendo eletto; ricandidatosi nel 1987 non raggiunse un numero sufficiente di preferenze e non fu rieletto.
Per tutto il decennio a seguire non vi furono più a Torino manifestazioni sindacali di portata paragonabile a quelle avvenute nell'autunno del 1980.
La prima grande rivendicazione di massa fu il 2 febbraio 1994, quando tra le trenta e le sessantamila persone fra operai, quadri, studenti e cittadini comuni, manifestarono contro la decisione della FIAT di promuovere una nuova ondata di migliaia di licenziamenti, tra cui 3 800 impiegati, parecchi dei quali, singolarmente, figuravano al fianco dell'azienda più di tredici anni prima nelle file dei Quarantamila.
Tra i cassintegrati delle società del gruppo FIAT figuravano anche i due figli di Arisio, uno dei quali dipendente in Fiat Powertrain e l'altro in Comau.

## Cultura di massa
Alla marcia dei quarantamila e agli eventi sociali che caratterizzarono il periodo in cui essa si verificò sono ispirate diverse opere, tra cui figurano il film del 2008 Signorina Effe, diretto da Wilma Labate, e l'episodio L'ingegnere della miniserie televisiva Gli anni spezzati del 2014.

## Pubblicazioni sull'argomento
- Alberto Baldissera, La svolta dei quarantamila. Dai quadri Fiat ai Cobas, Milano, Edizioni di Comunità, 1988, ISBN 88-245-0406-X.
- Tommaso Giglio, La classe operaia va all’inferno. I quarantamila di Torino, Milano, Sperling & Kupfer, 1981, ISBN 88-200-0171-3.
- Piero Perotti, Marco Revelli, FIAT autunno 80. Per non dimenticare. Immagini e documenti di una lotta operaia, collana Quaderni del Cric, Torino, Centro di ricerca e iniziativa comunista, 1986.
- Gian Mario Bravo (a cura di), I cassintegrati FIAT. Gli uomini, la storia, gli ambienti, le fonti documentarie, Torino, Tirrenia-Stampatori, 1989, ISBN 88-7763-191-0.
- Luigi Arisio, Vita da capi. L’altra faccia di una grande fabbrica, Milano, Etas, 1990, ISBN 88-453-0411-6.
- Coordinamento cassintegrati Torino (a cura di), L’altra faccia della FIAT. I protagonisti raccontano, Roma, erre emme, 1990, ISBN 88-85378-17-X.
- Bonaventura Alfano, Confronto al lingotto. I 35 giorni alla FIAT 15 anni dopo. Atti della Tavola rotonda, Roma, Meta, 1996, ISBN 88-86541-01-5.
- Gabriele Polo, Claudio Sabattini, Restaurazione italiana. FIAT, la sconfitta operaia dell’autunno 1980. Alle origini della controrivoluzione liberista, Roma, Manifesto libri, 2000, ISBN 88-7285-220-X.
- Luca Ponzi, Il giorno dei colletti bianchi, Torino, Daniela Piazza, 2010, ISBN 88-7889-241-6.